# (9902) Kirkpatrick
(9902) Kirkpatrick (1997 NY) – planetoida z pasa głównego asteroid okrążająca Słońce w ciągu 3,29 lat w średniej odległości 2,21 j.a. Odkryta 3 lipca 1997 roku.